# Керолайн Левітт
Керолайн Левітт (нар. 24 серпня 1997) — американська політична радниця і політикиня, прессекретарка Білого дому з січня 2025 року в адміністрації Дональда Трампа. Левітт стала наймолодшим прессекретарем Білого дому в історії США. Перед призначенням на цю посаду була прессекретаркою президентської кампанії Дональда Трампа у 2024 році.

## Біографія
Левітт народилася у місті Аткінсон, штат Нью-Гемпшир, у католицькій родині. Закінчила університет у 2019 році, здобувши ступінь бакалавра в галузі комунікацій та політології. Під час навчання стажувалася на консервативному каналі Fox News та в Білому домі.
Після випуску з університету почала працювати в Білому домі як спічрайтерка, а згодом на позиції помічниці прессекретарки Кейлі Мак-Енані. Після завершення першої адміністрації Дональда Трампа на початку 2021 року Левітт працювала комунікаційною директоркою членкині Палати представників Еліс Стефанік.
На виборах до Конгресу 2022 року Левітт балотувалася до Палати представників США від першого округу штату Нью-Гемпшир. Вона неочікувано виграла праймеріз Республіканської партії, але програла на загальних виборах представнику Демократичної партії Крісу Паппасу.
Після виборів Левітт співпрацювала з низкою клієнтів як комунікаційниця, а з початку 2024 року стала національною прессекретаркою президентської кампанії Дональда Трампа. Після перемоги Трампа на виборах 15 листопада новообраний президент обрав Левітт на позицію прессекретарки Білого дому. Вона зайняла цю посаду в січні 2025 року, після вступу Трампа на позицію президента.
Левітт одружена; має сина, який народився влітку 2024 року.